# Harlekino
Harlekino is een single van de Nederlandse zangeres Imca Marina uit 1964. Het lied is geschreven door Joop Portengen op een tekst van Pi Veriss. De zangeres wordt begeleid door een orkest onder leideng van Jan Vuik.

## Tracklist

### 7" Single
Imperial IH 601 (1965)
1. Harlekino
2. Eldorado

## Hitnoteringen
| Harlekino                  | Harlekino             | Harlekino | Harlekino | Harlekino | Harlekino | Harlekino | Harlekino | Harlekino | Harlekino | Harlekino | Harlekino | Harlekino | Harlekino | Harlekino | Harlekino        |
| Hitlijst                   | Datum van binnenkomst | Week:     | 1         | 2         | 3         | 4         | 5         | 6         | 7         | 8         | 9         | 10        | 11        | 12        | Laatste notering |
| -------------------------- | --------------------- | --------- | --------- | --------- | --------- | --------- | --------- | --------- | --------- | --------- | --------- | --------- | --------- | --------- | ---------------- |
| Tijd voor Teenagers Top 10 | 31-10-1964            | Positie:  | 8         | 5         | 3         | 4         | 3         | 4         | 5         | 4         | 5         | 8         | 8         | 7         | 16-01-1965       |
| Nederlandse Top 40         | 02-01-1965            | Positie:  | 5         | 6         | 7         | 12        | 16        | 25        | 35        | 34        |           |           |           |           | 20-02-1965       |